# Zaischnopsis stom
Zaischnopsis stom is een vliesvleugelig insect uit de familie Eupelmidae. De wetenschappelijke naam is voor het eerst geldig gepubliceerd in 2010 door Narendran & Girish Kumar.